# Bajadéra

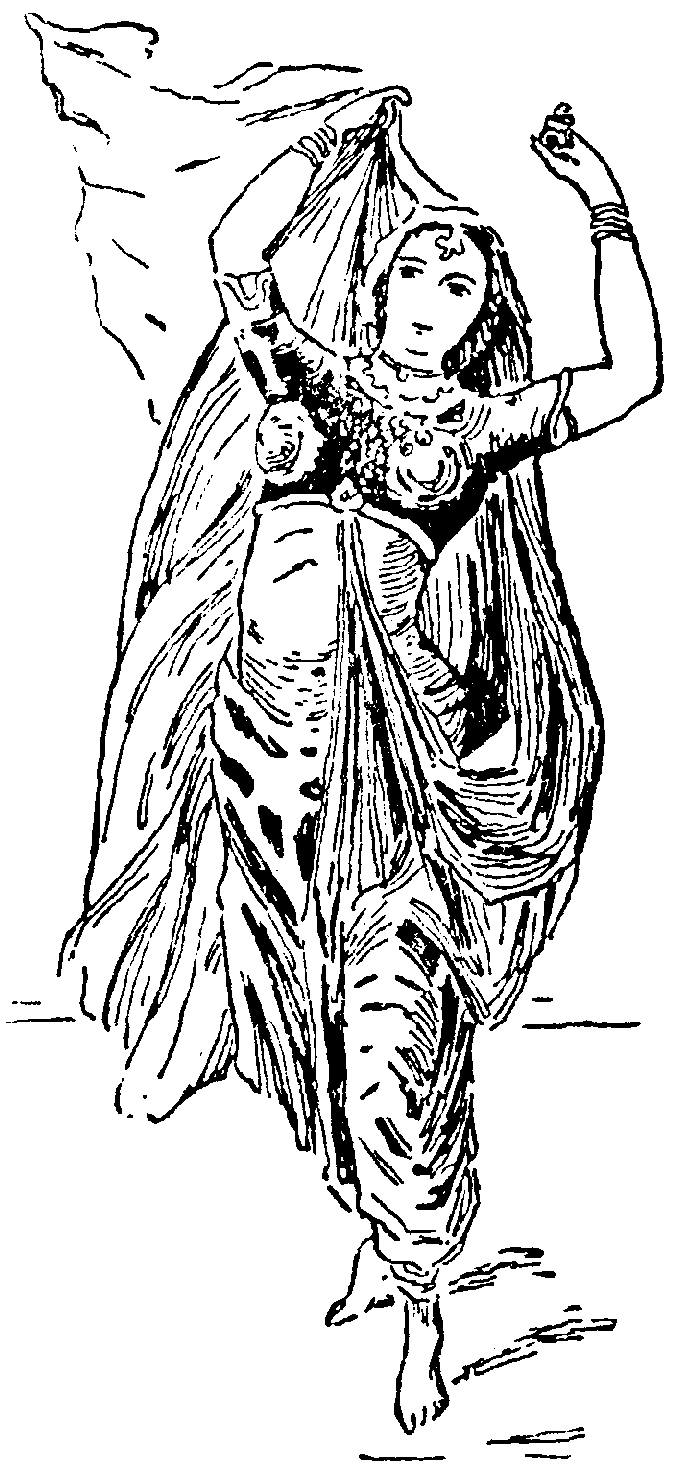
Bajadéra

Bajadéra (francouzsky bayadère, portugalsky bailadeira - tanečnice, jako nomen agentis od bailar - tančit, z pozdní latiny ballāre). Evropané tak označovali indickou exotickou tanečnici. Na rozdíl od domorodé indické kultury se přísně nerozlišovalo mezi devadasi (služebnice Boží, chrámové tanečnice, které měly povoleno vystupovat pouze při bohoslužbách) a nautch, tanečnicemi, které tančily při večerní, světské zábavě. Bajadery vystupovaly ve skupinách až dvanácti dívek na soukromých slavnostech a doprovázeli je hudebníci. Jejich vystoupení připomínala pantomimu s tématy z oblasti milostného života a lidského emocionálního světa.

## Recepce v Evropě
Bajadéry byly oblíbeným tématem galantního malířství 18. a 19. století v divadle, hudbě a poezii:
- Goetheho balada Bůh a bajadéra (Der Gott und die Bajadere) má pro titulní postavu majestátní závěr: Nesmrtelní povznášejí ztracené děti | Horoucími pažemi až k nebi. (Unsterbliche heben verlorene Kinder | Mit feurigen Armen zum Himmel empor).
- Emmerich Kálmán zkomponoval v roce 1921 operetu Bajadéra, podle vzoru pařížské zpěvačky z počátku 20. století
- Léon Minkus v roce 1877 napsal romantický balet Bajadéra (La Bayadère)
- Johann Strauss napsal polku Bajadéra (Die Bajadere), op. 351